# Dreisbachia avivae
Dreisbachia avivae là một loài tò vò trong họ Ichneumonidae.